# Scambus flavipes
Scambus flavipes là một loài tò vò trong họ Ichneumonidae.